# تعويض قانوني
التعويض القانوني، (بالإنجليزية: Legal remedy)‏، إن وسائل التعويض القانونية، وكذلك سبل التعويض القضائية، هي الوسائل التي تستخدمها محكمة قانونية، في ممارسة الولاية القضائية المدنية، لفرض حق، أو فرض عقوبة، أو إصدار حكم قضائي آخر، لفرض إرادتها.
في ولايات القانون العام، والاختصاص القضائي المختلط، للقانون المدني، يميز قانون سبل التعويض بين سبيل تعويض قانوني (مثل مبلغ محدد من الأضرار النقدية)، وبين سبيل تعويض عادل (مثل الإعفاء التقييدي أو الأداء المحدد). وهناك نوع آخر من سبل التعويض المتاحة، في هذه الأنظمة وهو العلاج التعريفي، حيث تحدد المحكمة حقوق الأطراف في الإجراءات دون منح تعويض، أو طلب تعويض عادل.
في الفقه الإنجليزي، والأمريكي، هناك مبدأ قانوني، أنه لكل حق، هناك تعويض؛ حيث لا يوجد تعويض، لا يوجد حق. وهذا هو، ما يدعيه المشرعون لتوفير سبل التعويض المناسبة لحماية الحقوق. أعلن هذا المبدأ القانوني أولاً، عن طريق وليام بلاكستون: «إنه مبدأ ثابت ومتسق في قوانين إنجلترا، وهو أن كل حق عندما يتم الاحتفاظ به يجب أن يكون له تعويض، وكل ضرر يقابله التعويض المناسب».

## كل حالة على حدة مقابل الإعلان عنها
يمكن تحديد سبل التعويض، في قانون الولايات المتحدة، على أساس كل حالة على حدة، مع مراعاة العديد من الحقائق المختلفة، بما في ذلك مقدار الضرر الذي لحق بالضحية. ويمكن أيضا تحديد سبل التعويض مقدما لفئة كاملة من الحالات. على سبيل المثال، يمكن أن يكون هناك غرامة ثابتة لجميع انتهاكات القاعدة القانونية، بغض النظر عن مقدار الضرر الناجم عن القضية الخاصة.

## أمثلة
- الأضرار، والتي قد تشمل:
  - التعويضات
  - تعويضات تأديبية
  - الأضرار العرضية
  - الأضرار الناجمة
  - الأضرار الاسمية
- الإغاثة القسرية
  - أداء محدد
  - أمر قضائي
  - الرد
  - حساب الأرباح

## وصلات خارجية
- دليل المحامين العرب.